# Ludovico Moresi
Ludovico Moresi (Como, 24 maggio 1980) è un allenatore di calcio ed ex calciatore italiano naturalizzato svizzero, di ruolo centrocampista.

## Club
Esordisce nella massima serie svizzera nella stagione 1998-1999 con il Lugano. Disputa diverse stagioni nella Serie C1 italiana, con le maglie di Lanciano, Avellino e Martina, prima di tornare in Svizzera al Bellinzona, per poi fare ritorno al Lugano, e infine chiudere la carriera da calciatore al Team Ticino. Proprio in quest'ultima società intraprende nel 2010 il ruolo di allenatore.